# Château d'Arcelot
Le château d'Arcelot se situe sur la commune d'Arceau, dans le département français de la Côte d'Or, canton de Mirebeau sur Bèze.
Il fait l’objet d’une inscription au titre des monuments historiques depuis le 22 septembre 1948. et le 30 avril 1999 pour les jardins.

## Historique
Les premières constructions sont l'œuvre de Philibert Ier Verchère, entre 1711 et 1720 : il s'agit d'une maison constituée de deux pavillons. L'actuel château est conçu à la demande de Philibert II, conseiller au Parlement de Bourgogne et petit-fils du 1er. Réalisé par l'architecte Thomas Dumorey entre 1761 et 1764, il s'agit du premier château de style néoclassique construit en Bourgogne. 
Le château est resté dans la lignée directe du bâtisseur jusqu'en 1870, année où Guillaume Verchère, dernier de la lignée, meurt sans enfant. Il légua le château à son neveu, Ernest de Carrelet de Loisy. 
Au XXIe siècle, le château est toujours la propriété de la famille Carrelet de Loisy d'Arcelot.

## Architecture
Le nouveau bâtiment est enclavé entre les deux pavillons (ancien logis de chasse et chapelle) de 1711 ; à l'origine, ceux-ci devaient être détruits, mais ils ont finalement été conservés et harmonisés.
Le château est remarquable par son style 'à l'antique' dont Dumorey, ingénieur royal autant qu'architecte pouvait s'imprégner durant ses séjours parisiens, par les stucs colorés imitant le marbre de son Grand Salon (1 étoile Guide Michelin) réalisés en 1765 par l'allemand Reuscher, les bas-relief de Challe, (1 étoile Guide Michelin), et son parc.

## Parc et jardins
Derrière le château se dissimule un parc paysager de 45 ha, variante du parc à l'anglaise (avec étang de 7 ha), réalisé par l'architecte paysagiste Jean-Marie Morel, à la fin du XVIIIe siècle (avec une fabrique : un pavillon chinois). C'est l'un des seuls parcs qui lui subsiste.
Le parc a obtenu le label jardin remarquable.

## Valorisation du patrimoine
Dans le parc est bâti en 2021-22 Le trianon, une salle de réception de 420 m² alliant styles néo-classique et contemporain.